# Eleutherios Venizelos (comune)
Eleutherios Venizelos (in greco Ελευθέριος Βενιζέλος?) è un ex comune della Grecia nella periferia di Creta (unità periferica di La Canea) con 10 586 abitanti secondo i dati del censimento 2001.
È stato soppresso a seguito della riforma amministrativa, detta Programma Callicrate, in vigore dal gennaio 2011 ed è ora compreso nel comune di La Canea.
Prende il nome dallo statista omonimo nato a Mournies, centro principale del comune.